# Dekheuvel

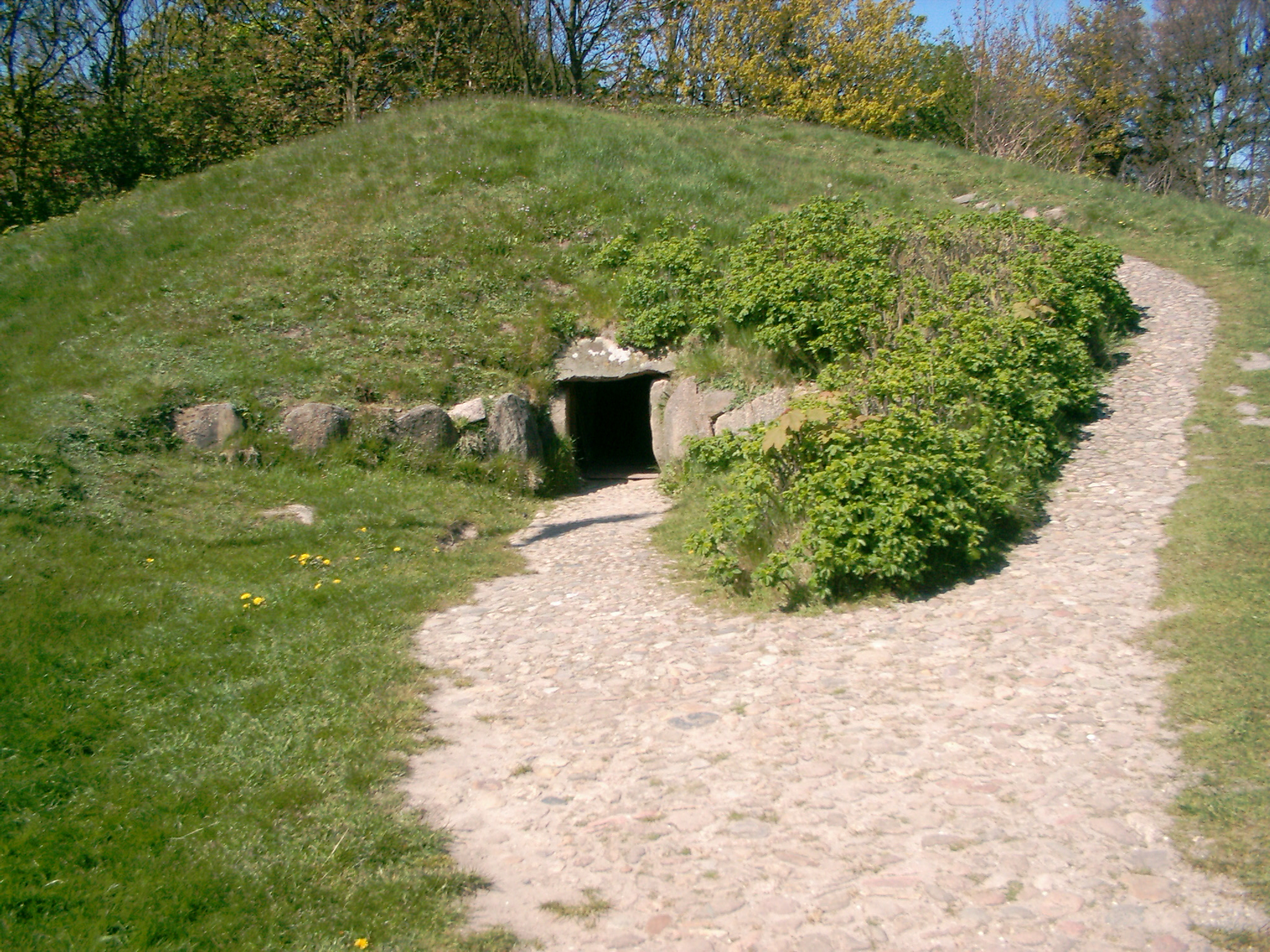
Alleen enkele kransstenen en de ingang zijn zichtbaar, de rest van het hunebed Denghoog in Duitsland wordt verborgen door de dekheuvel

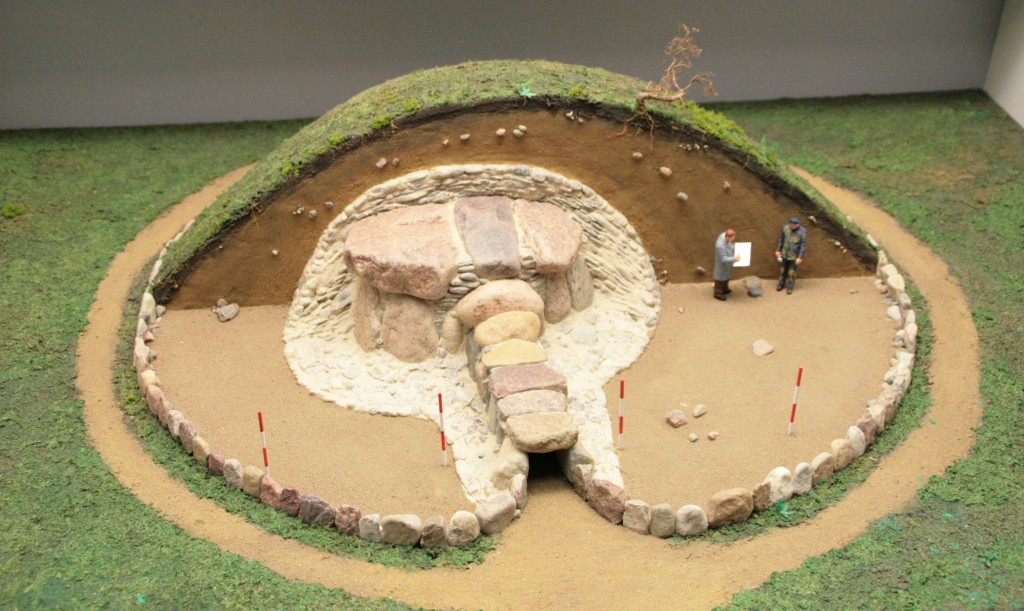
Model van Denghoog; een ganggraf afgedekt met een cairn die weer afgedekt wordt door een dekheuvel (met daarin zwerfstenen verwerkt)

Een dekheuvel is onderdeel van een hunebed of dolmen.
Het hunebed bestaat uit rechtopstaande grote stenen (de "zuilen" of "draagstenen") waarop dekstenen rusten. Doorgaans staan de draagstenen grotendeels op evenwijdige lijnen. 
Twee draagstenen en een deksteen worden samen een "juk" of "trilithon" genoemd. De juk of meerdere jukken worden afgesloten door sluitstenen. De ruimtes tussen deze stenen werden opgevuld door kleinere stenen, de stopstenen. De ingang is vaak in het midden van de lange zijde te vinden en bevat in sommige gevallen poortstenen.
Het geheel werd afgedekt door een dekheuvel. De dekheuvel bedekte niet altijd het geheel, in bepaalde gevallen bleven de dekstenen zichtbaar. Tegenwoordig zijn bij veel hunebedden en dolmens de dekheuvels verdwenen. Deze werden afgegraven om diverse redenen. Zo is de grond vaak vruchtbaar en werd op akkers gebruikt, in andere gevallen wilden schatzoekers toegang tot het hunebed of wilde men het hunebed onderzoeken voor wetenschappelijk onderzoek.
De dekheuvel werd gemaakt van diverse materialen. Zo werd er gebruikgemaakt van aarde en/of plaggen. Ook worden er vaak zwerfstenen in aangetroffen, waarschijnlijk om te voorkomen dat de heuvel verwaaide.

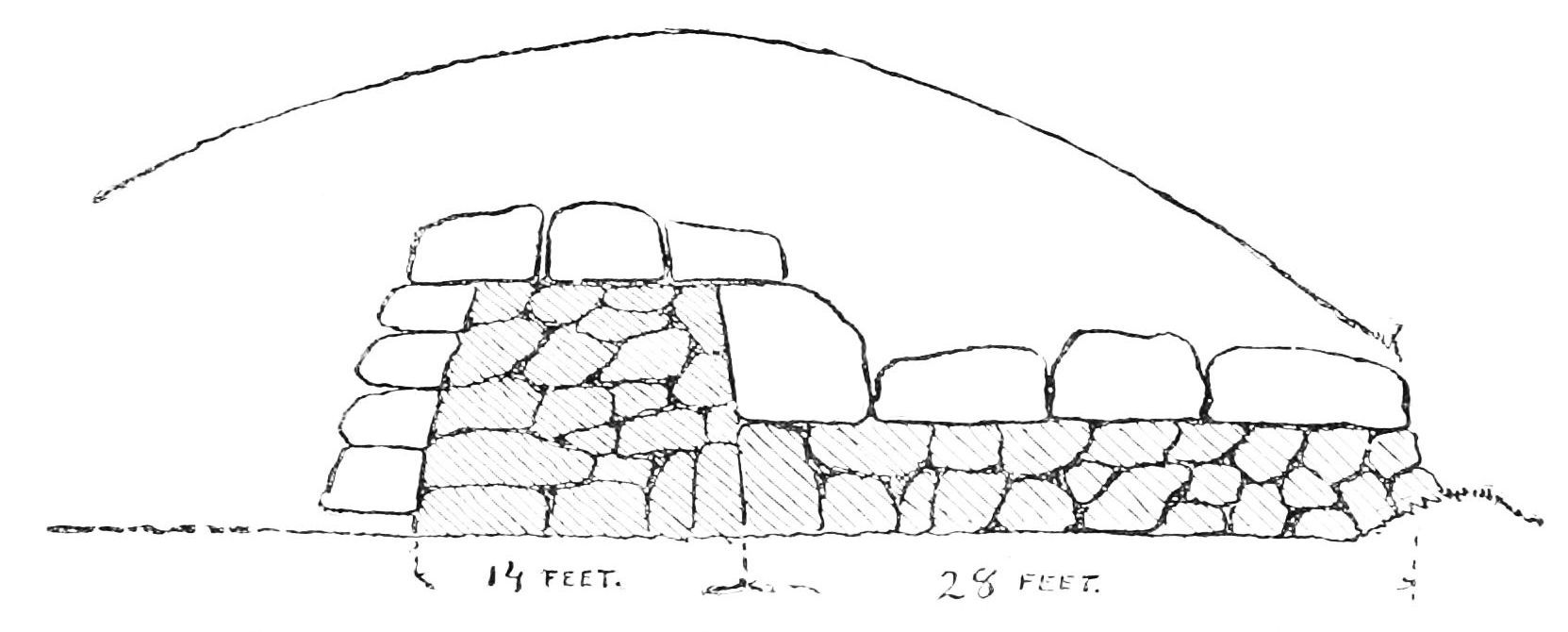
Een dekheuvel bedekt de gang en grafkamer
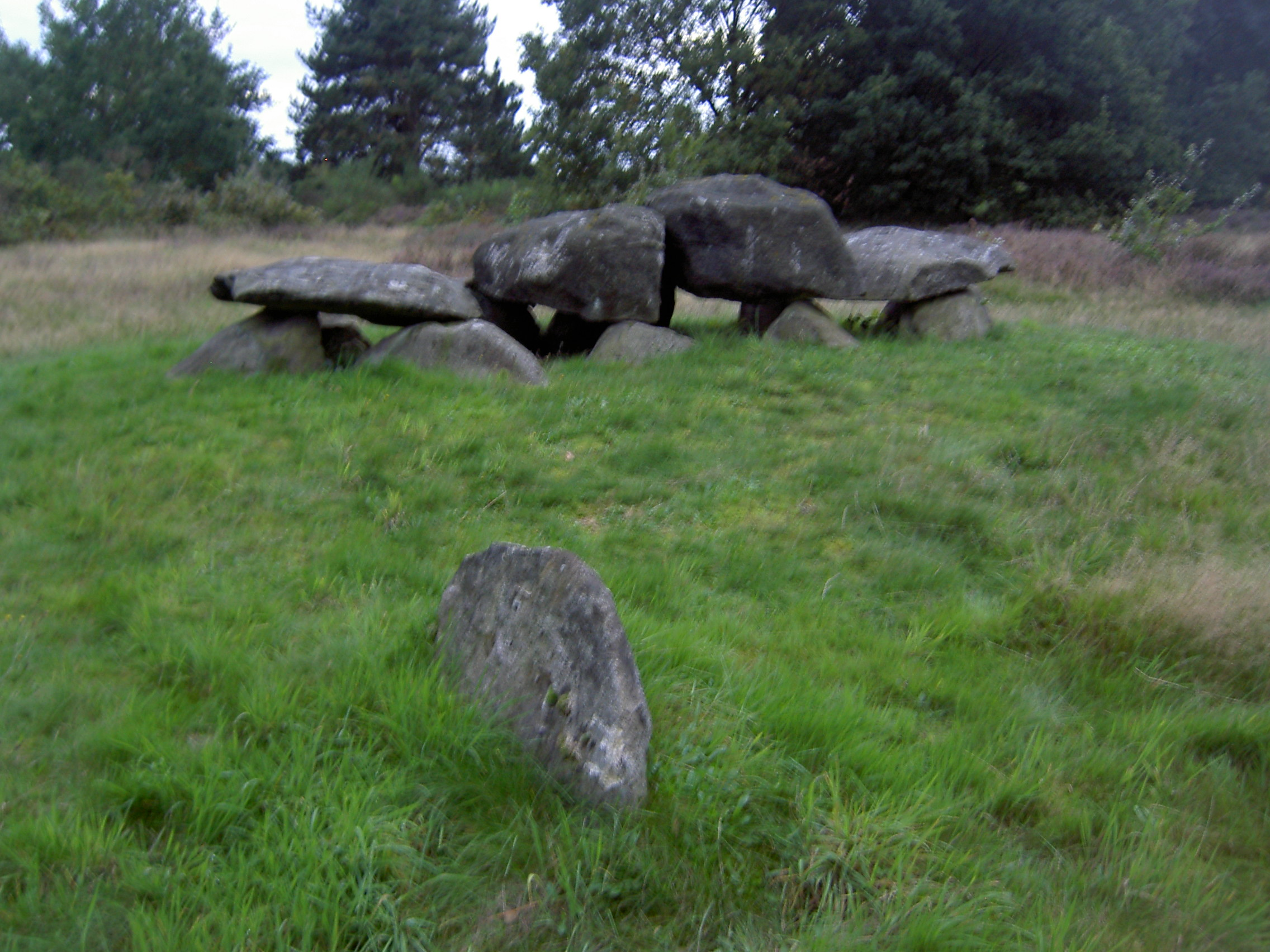
D41 is het laatst ontdekte hunebed van Drenthe; toen het in 1819 werd ontdekt was de dekheuvel nog aanwezig en deze werd afgegraven
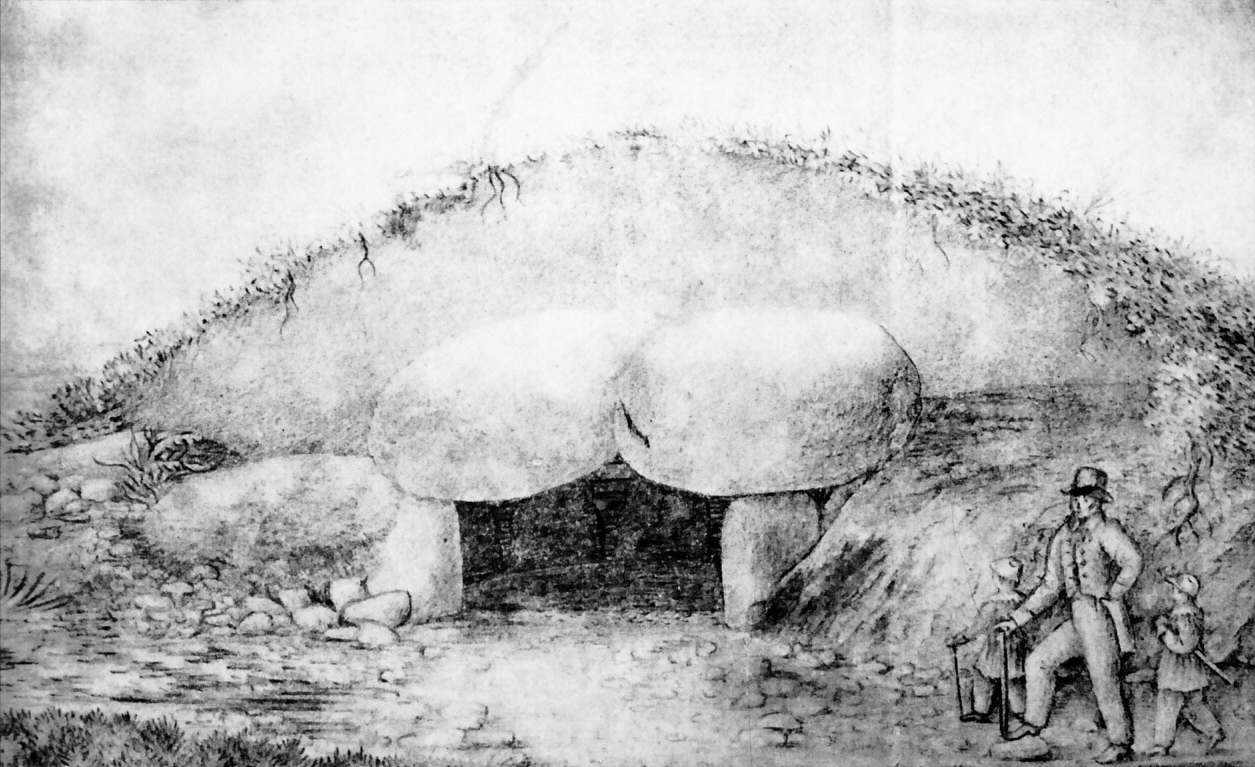
De dekheuvel is gedeeltelijk verwijderd bij Großsteingrab Weseby, ca. 1837/1838
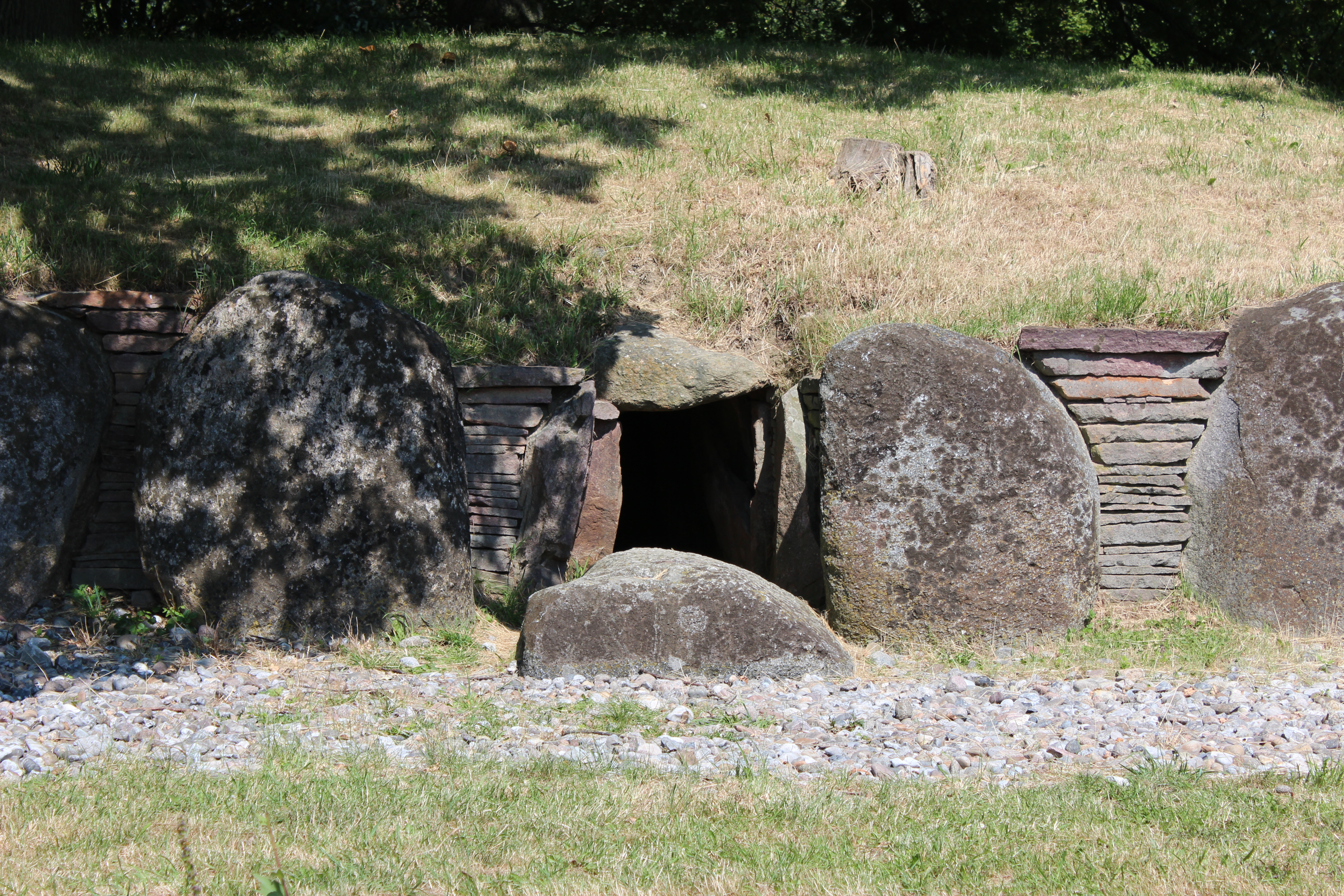
De ingang van Kong Svends Høj; de dekstenen zijn niet zichtbaar, lland, Denemarken
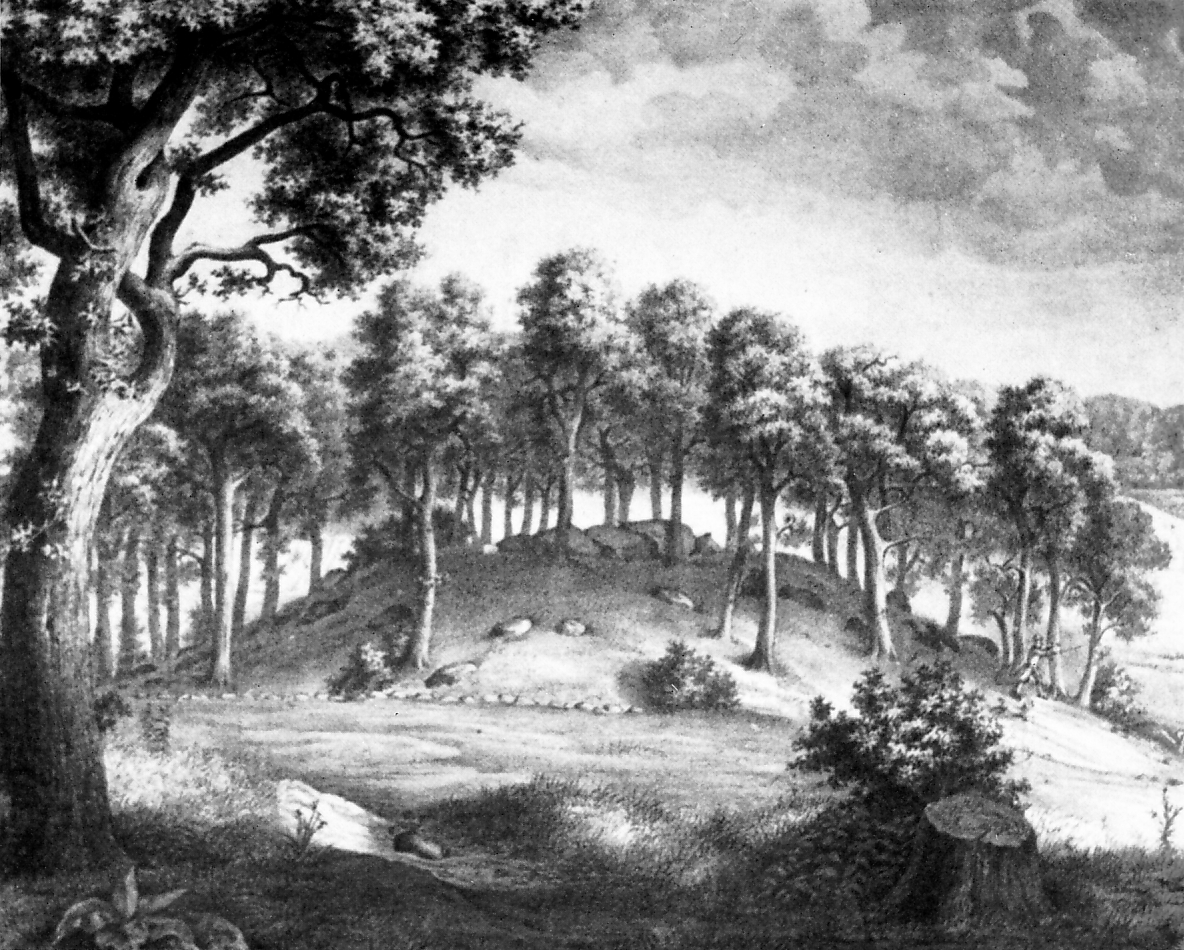
Alleen de dekstenen zijn zichtbaar bij Großsteingrab Katelbogen, 1837
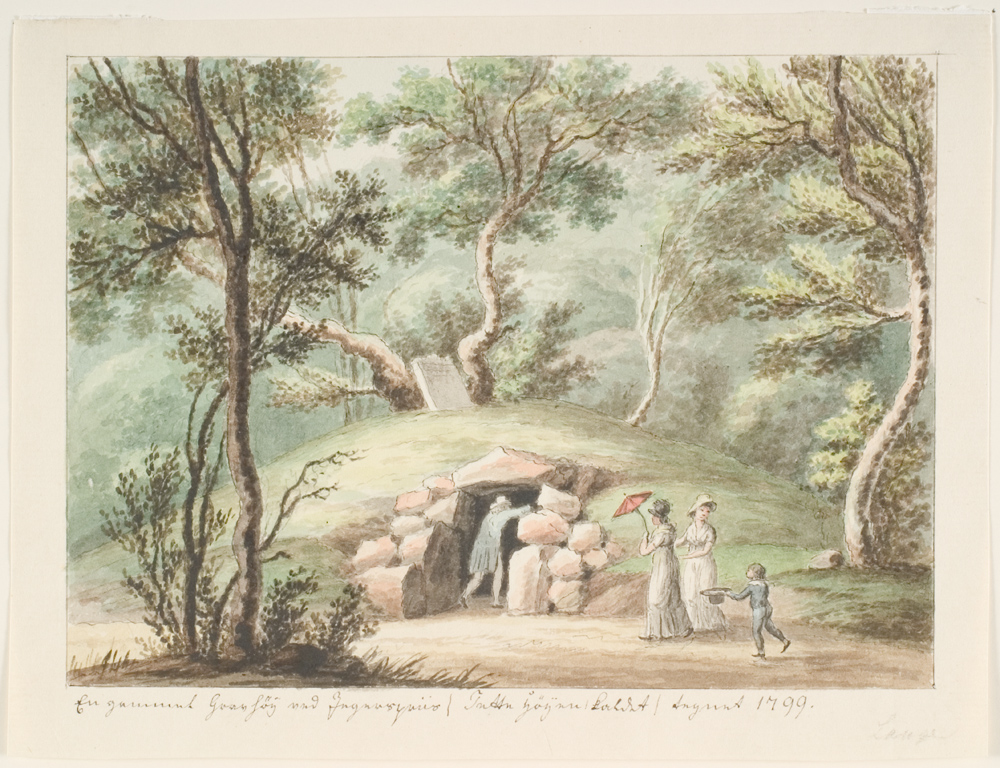
Grafheuvel bij Jægerspris, Søren L. Lange, 1799
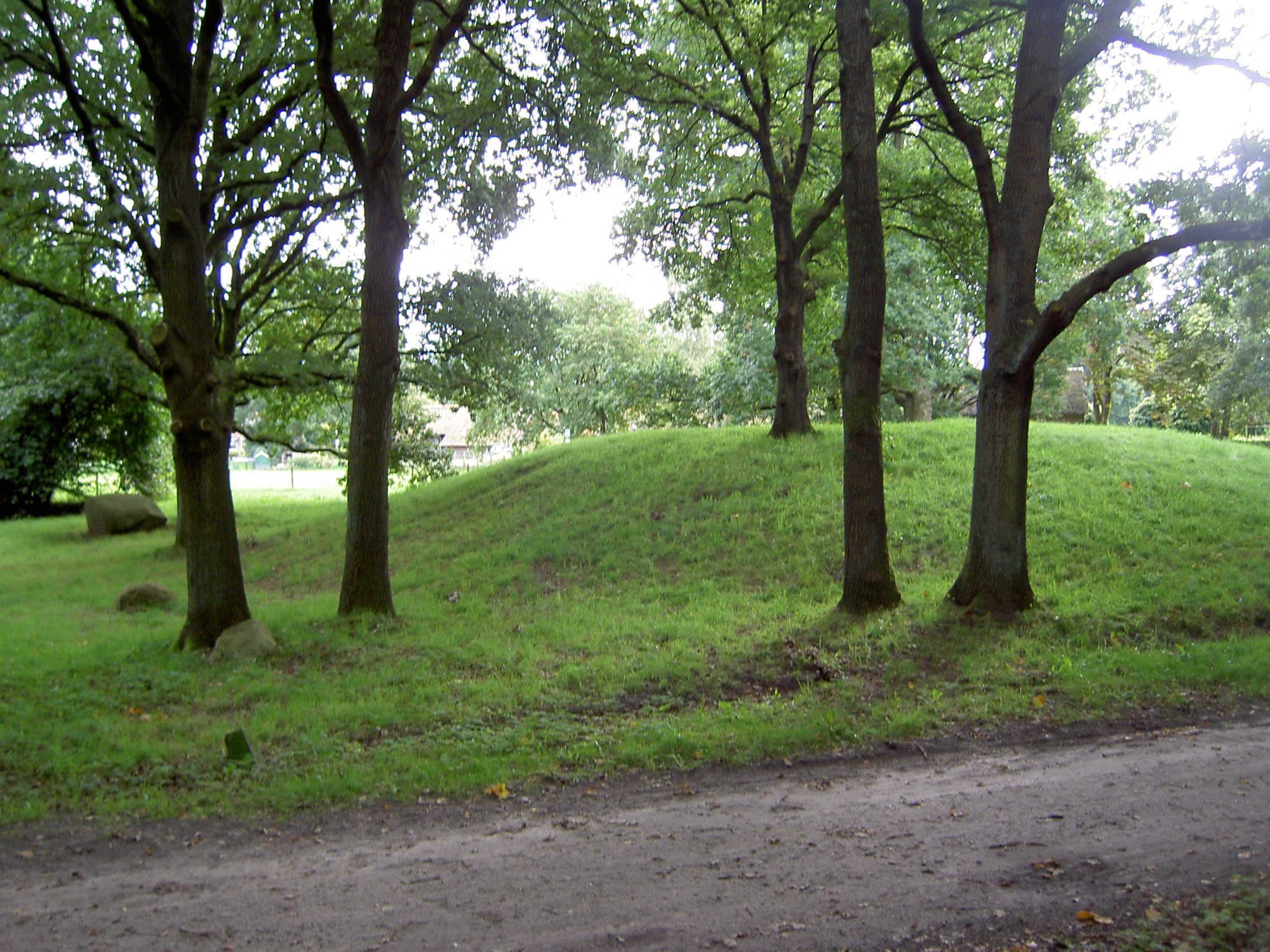
De dekheuvel van D13 in Drenthe is grotendeels bewaard gebleven
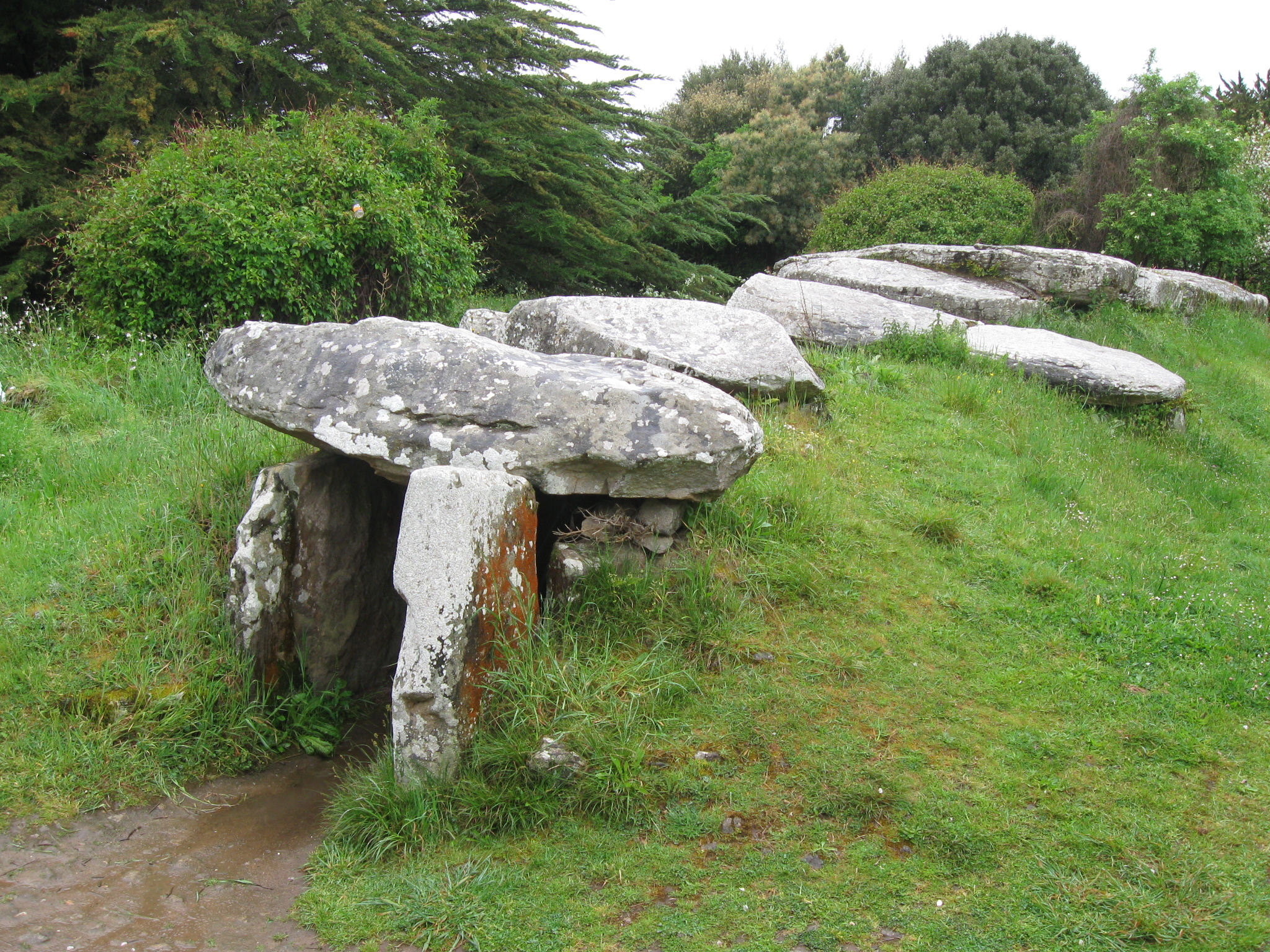
De dekheuvel laat de ingang en de dekstenen zichtbaar bij de Mane Rethual dolmen, Locmariaquer